# 성안공 상진 묘역
성안공 상진 묘역(成安公 尙震 墓域)은 서울특별시 서초구 서초동 상문고등학교 내에 있는 조선시대의 묘역이다. 1984년 11월 3일 서울특별시의 유형문화재 제60호로 지정되었다.

## 개요
신도비란 임금이나 고관의 평생업적을 기록하여 그의 묘앞에 세워두는 것으로 이 비는 조선 명종 때 영의정을 지낸 상진(1493∼1564) 선생의 공적을 기리고 있다.
상진은 어려서 부모를 잃고 매부의 집에서 자랐으며, 중종 14년(1519) 문과에 급제하여 여러 관직을 두루 거친 후 명종 4년(1549)에 우의정에 임명되었다. 그후 명종 18년(1563)까지 재상자리에 있으면서 충성되고 너그러운 마음으로 직무에 충실하였다. 성품 또한 청렴결백하여 두터운 신임을 받았는데, 그가 죽자 명종은 '성안(成安)'이란 시호를 내렸다.
상문고등학교 내에 자리하고 있는 비는 꽃과 호랑이를 새긴 받침돌 위에 비몸을 세우고 지붕돌을 올린 모습이다. 명종 21년(1566)에 세운 것으로, 비문은 선조 때 문장가인 홍섬이 짓고, 글씨는 송인이 썼다.

## 같이 보기
- 상진

## 참고 자료
- 성안공 상진 묘역 - 국가유산청 국가유산포털